# Monumento alle vittime della dittatura nazista

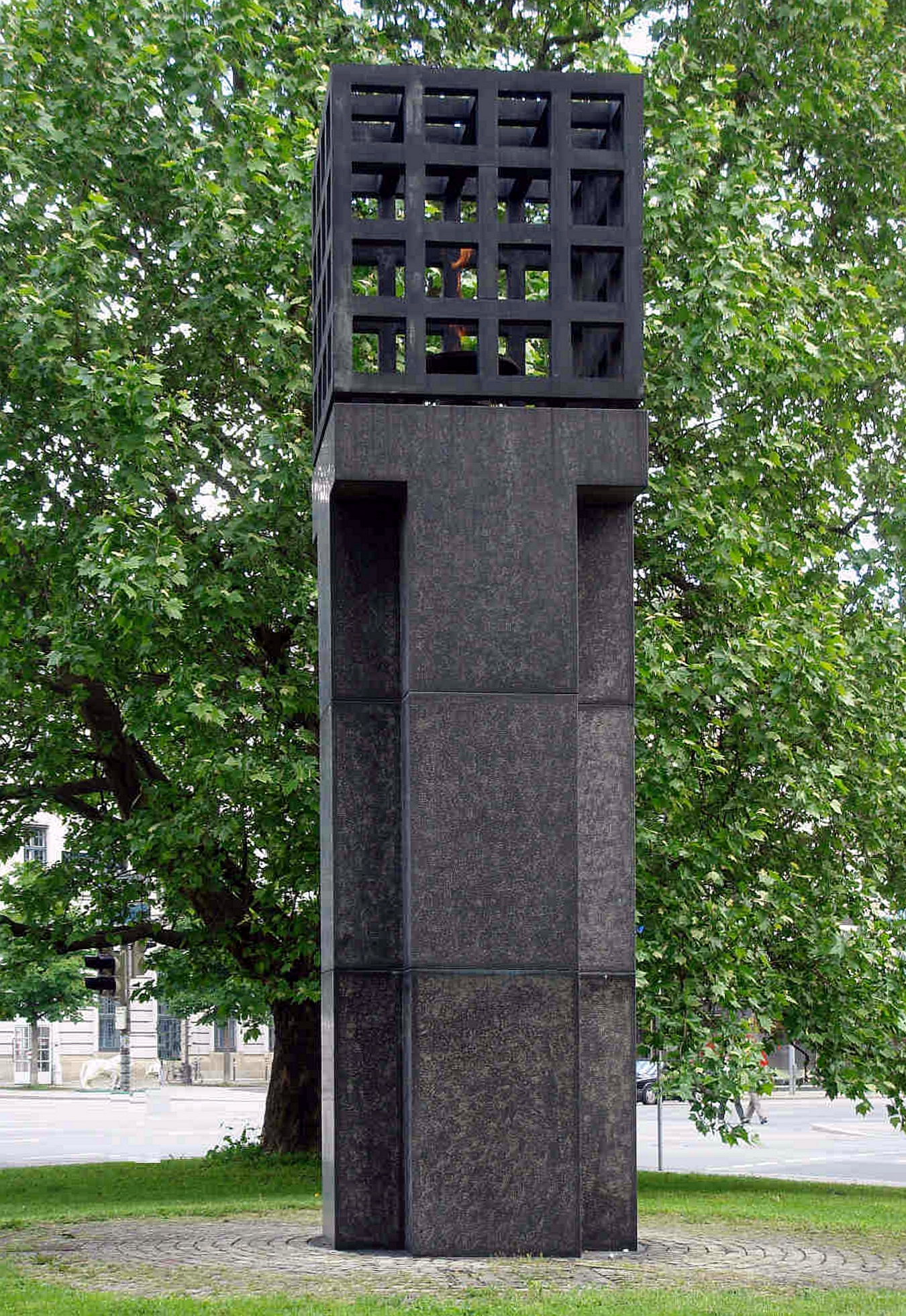
Il monumento alle vittime del nazismo

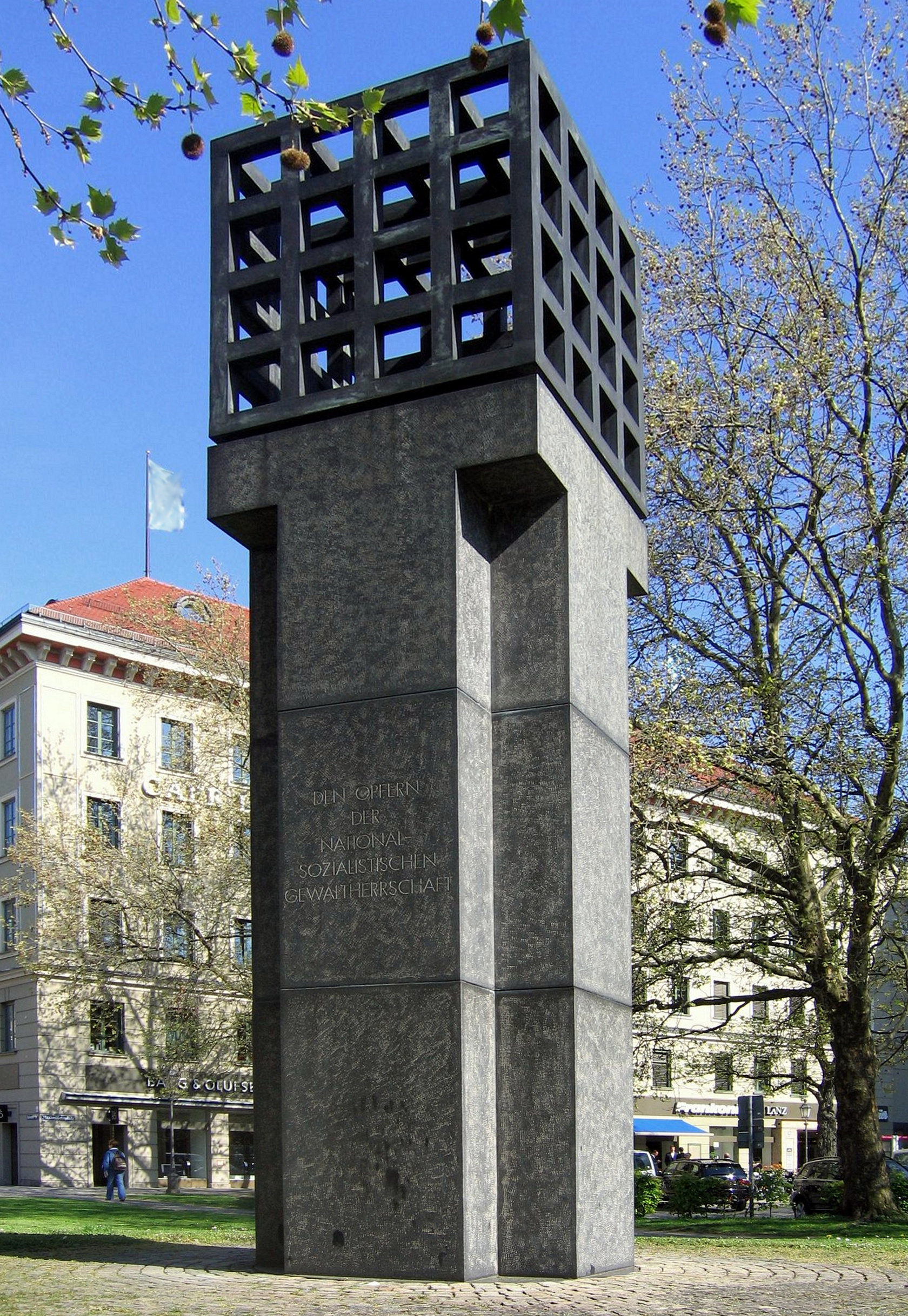
Monumento in onore alle vittime della dittatura nazionalsocialista

Il Monumento alle vittime della dittatura nazista si trova nel centro storico di Monaco di Baviera nella piazza delle Vittime del Nazionalsocialismo, in tedesco Platz der Opfer des Nationalsozialismus. Fu eretto nel 1985 e creato dallo scultore Andreas Sobeck. Il monumento ricorda tutte le persone che furono perseguitate durante il periodo del Nazionalsocialismo (1933-1945).
Si tratta di un blocco di basalto alto 2,50 metri, con in cima una gabbia di metallo a forma di cubo. In questo carcere simbolico brucia una luce perenne.
La luce prodotta dalla fiamma è il simbolo della speranza che non tramonta mai, la stessa speranza in cui hanno vissuto le centinaia di migliaia di vittime del Nazionalsocialismo.